# Bakerella
Bakerella é um género botânico pertencente à família Loranthaceae.
- Bakerella amhongoensis Balle
- Bakerella analamerensis Balle
- Bakerella belohensis Balle
- Bakerella clavata (Desr.) Balle
- Bakerella collapsa (Lecomte) Balle
- Bakerella diplocrater (Baker) Tiegh.
- Bakerella gonoclada (Baker) Balle
- Bakerella grisea (Scott-Elliot) Balle
- Bakerella hoyifolia (Baker) Balle
- Bakerella mangindranensis Balle
- Bakerella microcuspis (Baker) Tiegh.
- Bakerella perrieri Balle
- Bakerella poissonii (Lecomte) Balle
- Bakerella tandrokensis (Lecomte) Balle
- Bakerella tricostata (Lecomte) Balle
- Bakerella viguieri (Lecomte) Balle